# Ramulus brunneus
Ramulus brunneus is een insect uit de orde Phasmatodea en de familie Phasmatidae. De wetenschappelijke naam van deze soort is voor het eerst geldig gepubliceerd in 1993 door Chen & He.